# Mausolée d'Igel

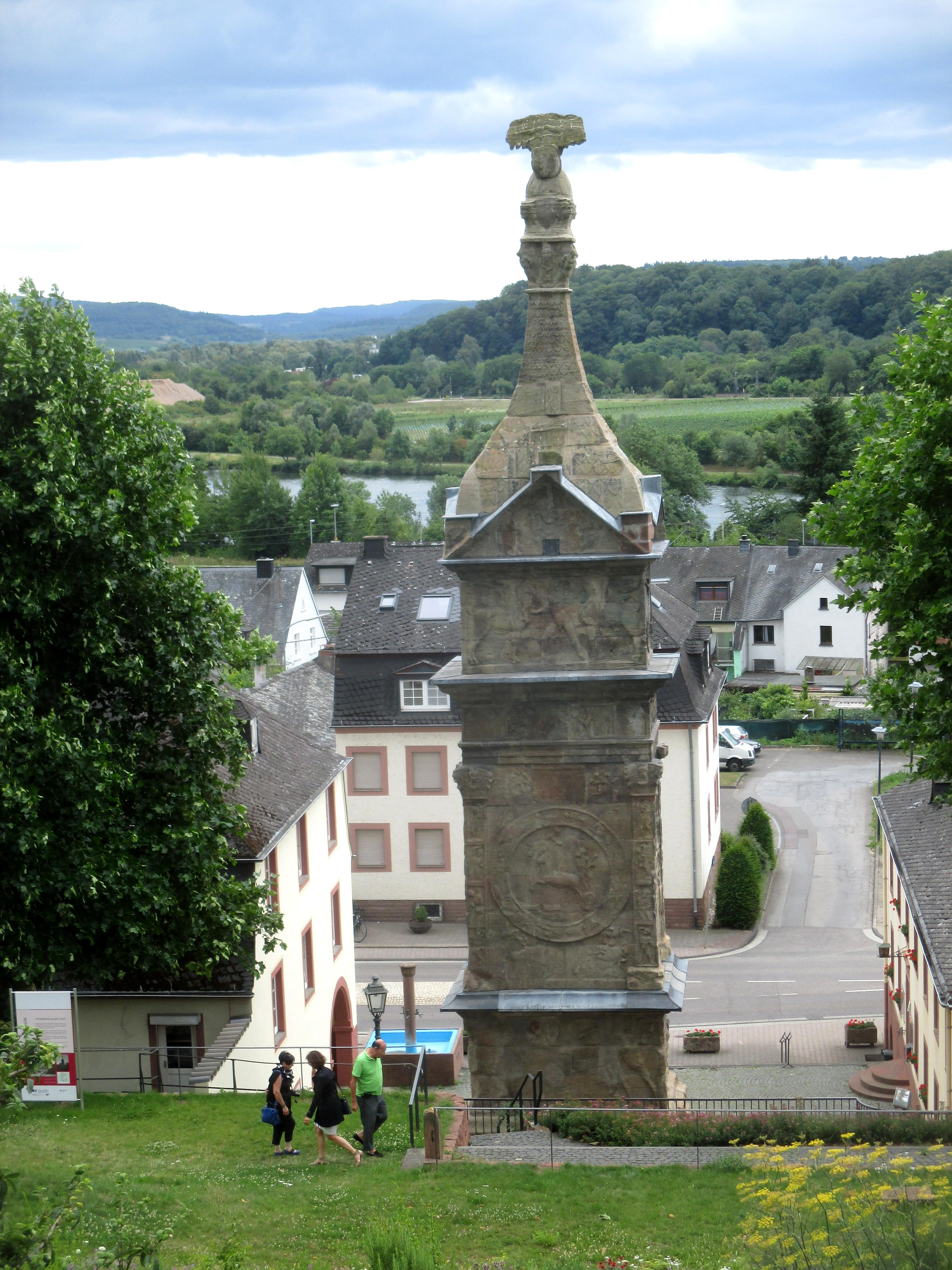
Arrière du Mausolée

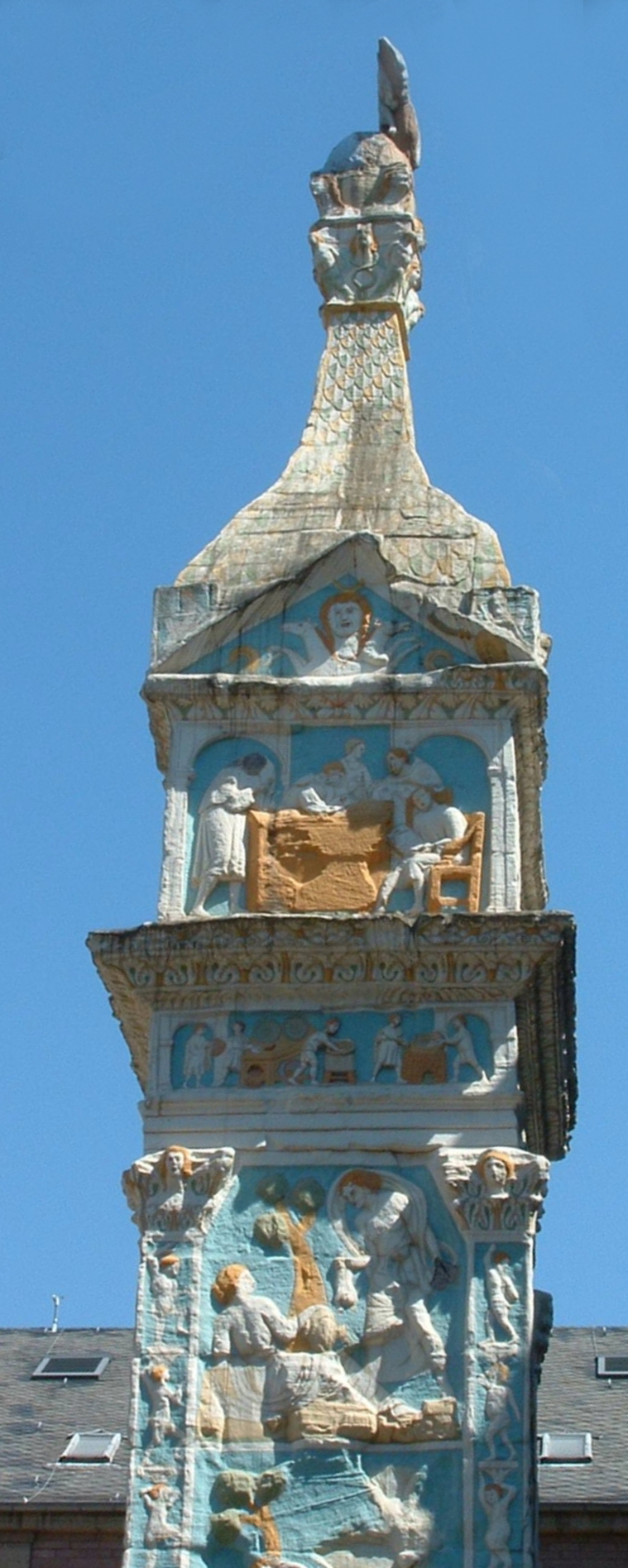
Réplique en couleurs du mausolée d'Igel (Musée rhénan de Trèves)

Le mausolée d'Igel (en allemand : Igeler Säule) est un monument funéraire romain du IIIe siècle, situé à Igel, à 9 km à l'ouest de Trèves, sur la rive gauche de la Moselle, en Allemagne.

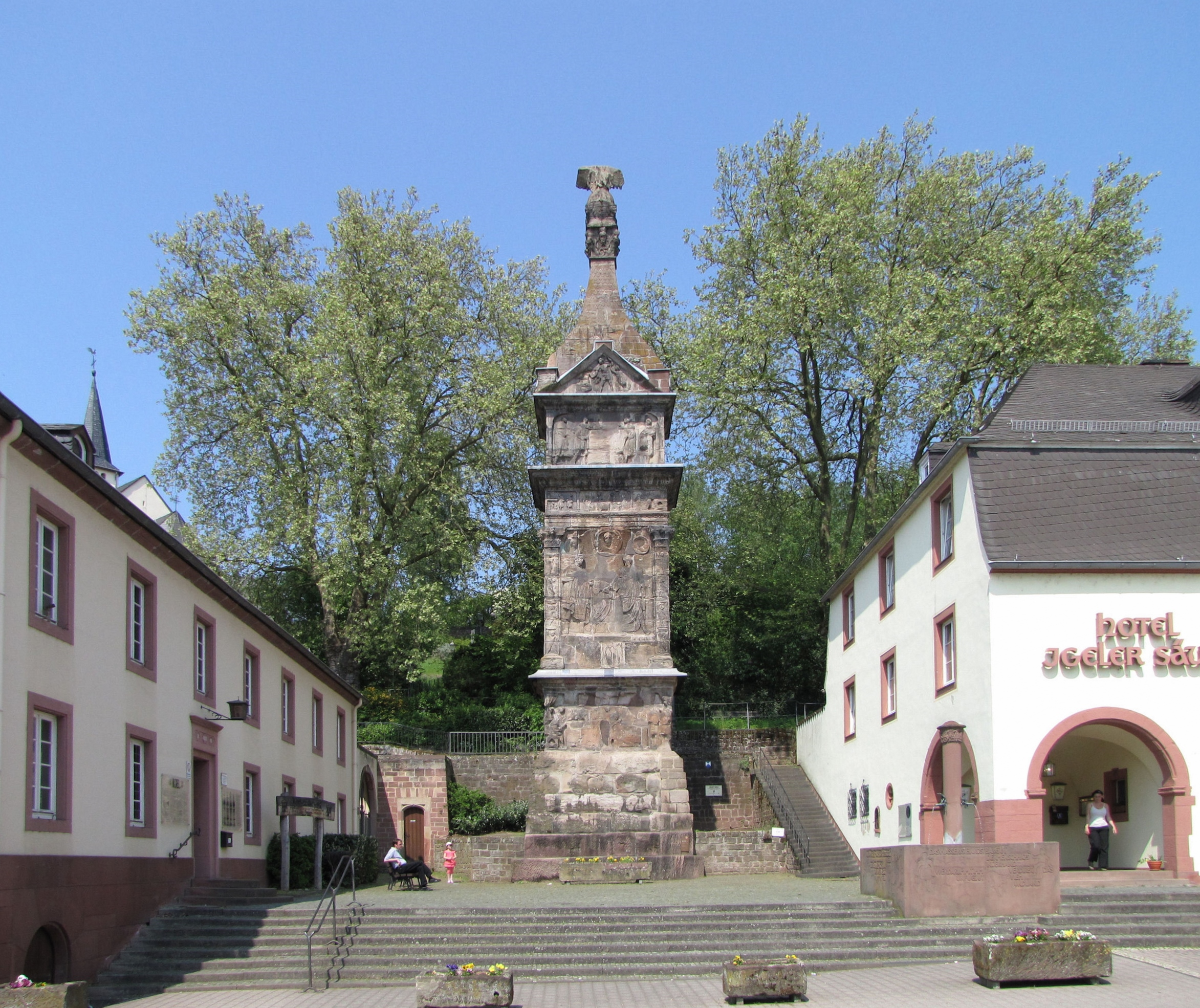
Mausolée d'Igel

## Description
Le monument, en grès rouge, atteint une hauteur de 27 mètres. Il présente les caractéristiques de ce type de monument appelé en France une pile, dont de nombreux exemplaires subsistent en Aquitaine. L'inscription de la face avant indique qu'il s'agit d'un tombeau familial élevé par les frères Secundinius Aventinus et Secundinius Securus.
Les reliefs, sur les quatre faces, montrent des traces de peinture. Ils figurent des scènes mythologiques : Achille, Persée et Andromède, les travaux et l'apothéose d'Hercule. On y voit aussi des scènes quotidiennes entre les riches marchands d'étoffes d'Augusta Treverorum (Trèves) et leurs clients. Le monument est coiffé d'une sculpture montrant Jupiter et Ganymède emportés vers l'Olympe par un aigle (en latin : aquila), dont le nom d'Igel est dérivé.

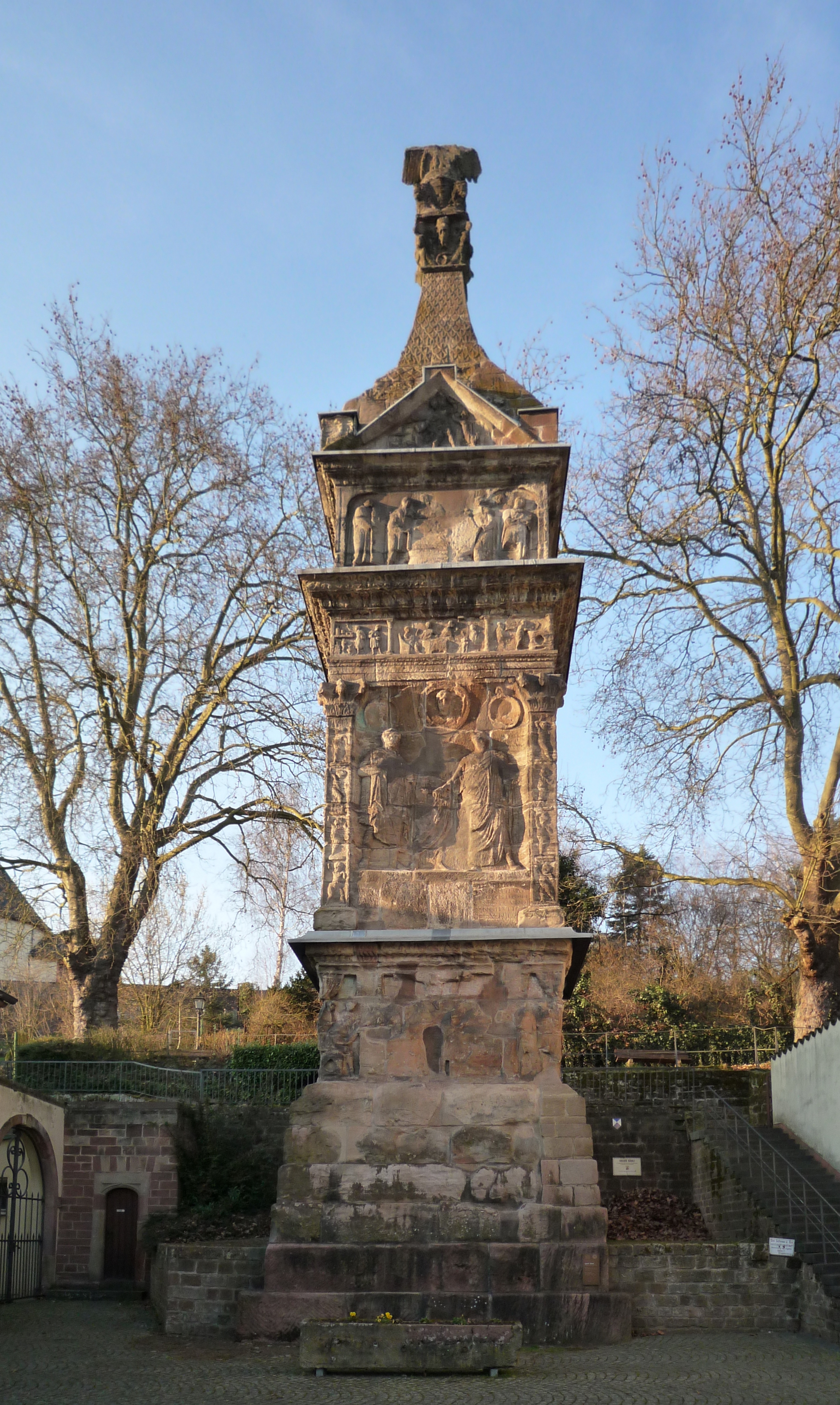
Mausolée d'Igel

Les fouilles n'ont pas révélé de restes humains au pied du tombeau.

## Destinée du monument
Le monument est parvenu jusqu'à nous à la faveur d'une erreur populaire d'interprétation qui s'est perpétuée à travers les siècles : on a voulu y voir, à l'époque chrétienne, l'image de la célébration du mariage de Constance Chlore et de Flavia Julia Helena, les parents de Constantin le Grand. Il bénéficia ainsi de la protection des autorités ecclésiastiques. Il a aussi servi de borne milliaire, se trouvant exactement à 8,8 km, soit quatre lieues (leuga) d'Augusta Treverorum (Trèves). La lieue romaine (d'origine gauloise) est en effet définie comme égale à un mille romain et demi.
Le mausolée d'Igel a été inscrit en 1986 sur la liste du patrimoine mondial de l'UNESCO, avec les monuments romains de Trèves (Porta Nigra, l'amphithéâtre, la basilique de Constantin, les thermes de Barbara, le pont romain et les thermes impériaux).
Le Musée rhénan de Trèves expose une reproduction du mausolée, peinte en couleurs d'origine.